# Oberschindmaas
Oberschindmaas ist ein Ortsteil der Gemeinde Dennheritz im Landkreis Zwickau in Sachsen. Er wurde am 1. Juli 1950 eingemeindet.

## Geographie

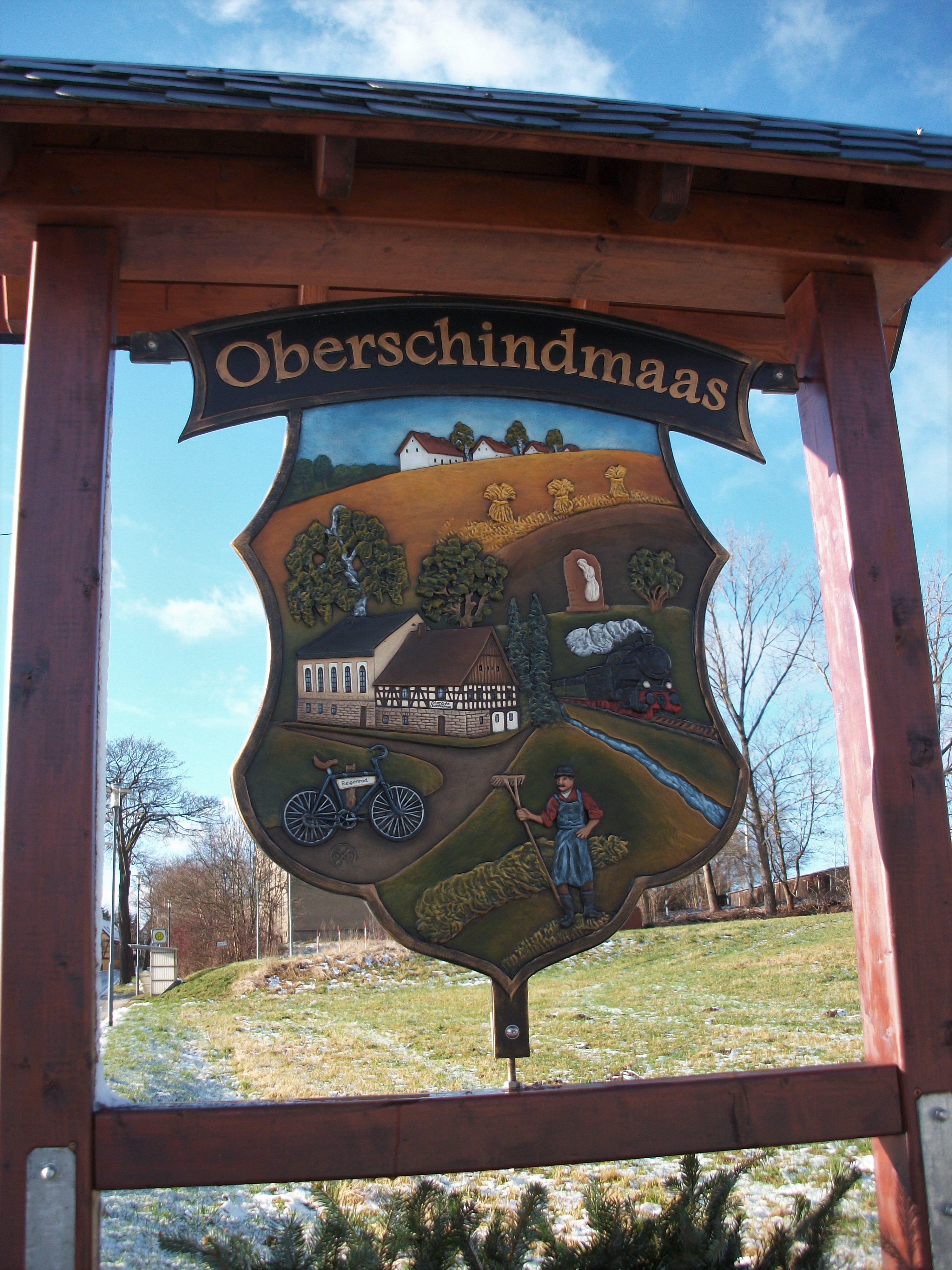
Begrüßungstafel Oberschindmaas

### Geographische Lage
Oberschindmaas liegt im Zentrum der Gemeinde Dennheritz. Der durch den Ort verlaufende Bach mündet in Niederschindmaas in die Zwickauer Mulde und liegt auf rund 267 m.

### Nachbarorte
|            | Dennheritz                                  | Schönbörnchen    |
| Dennheritz | Kompassrose, die auf Nachbargemeinden zeigt | Niederschindmaas |
|            | Mosel                                       |                  |

## Geschichte

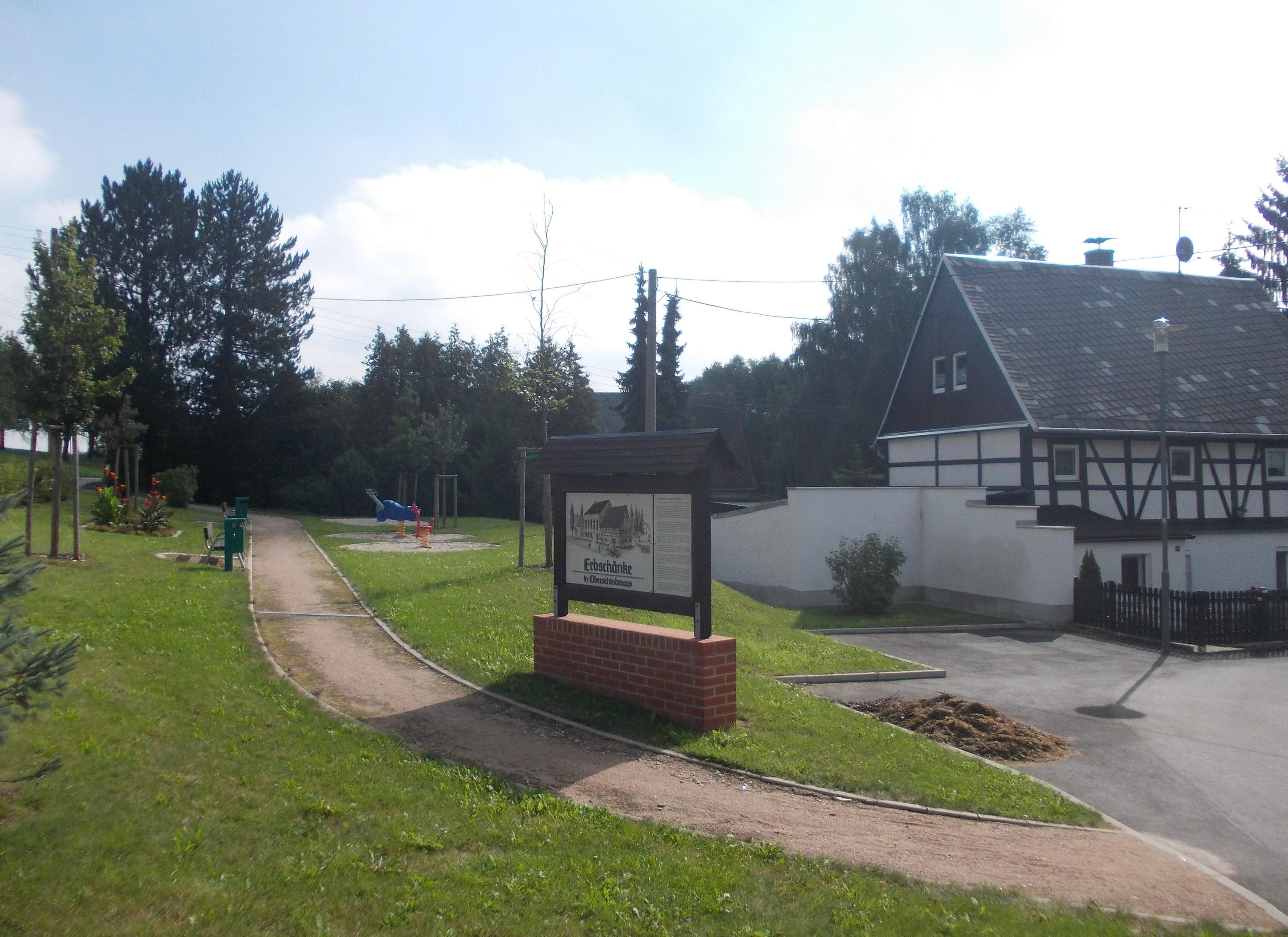
Oberschindmaas, Erbschänke

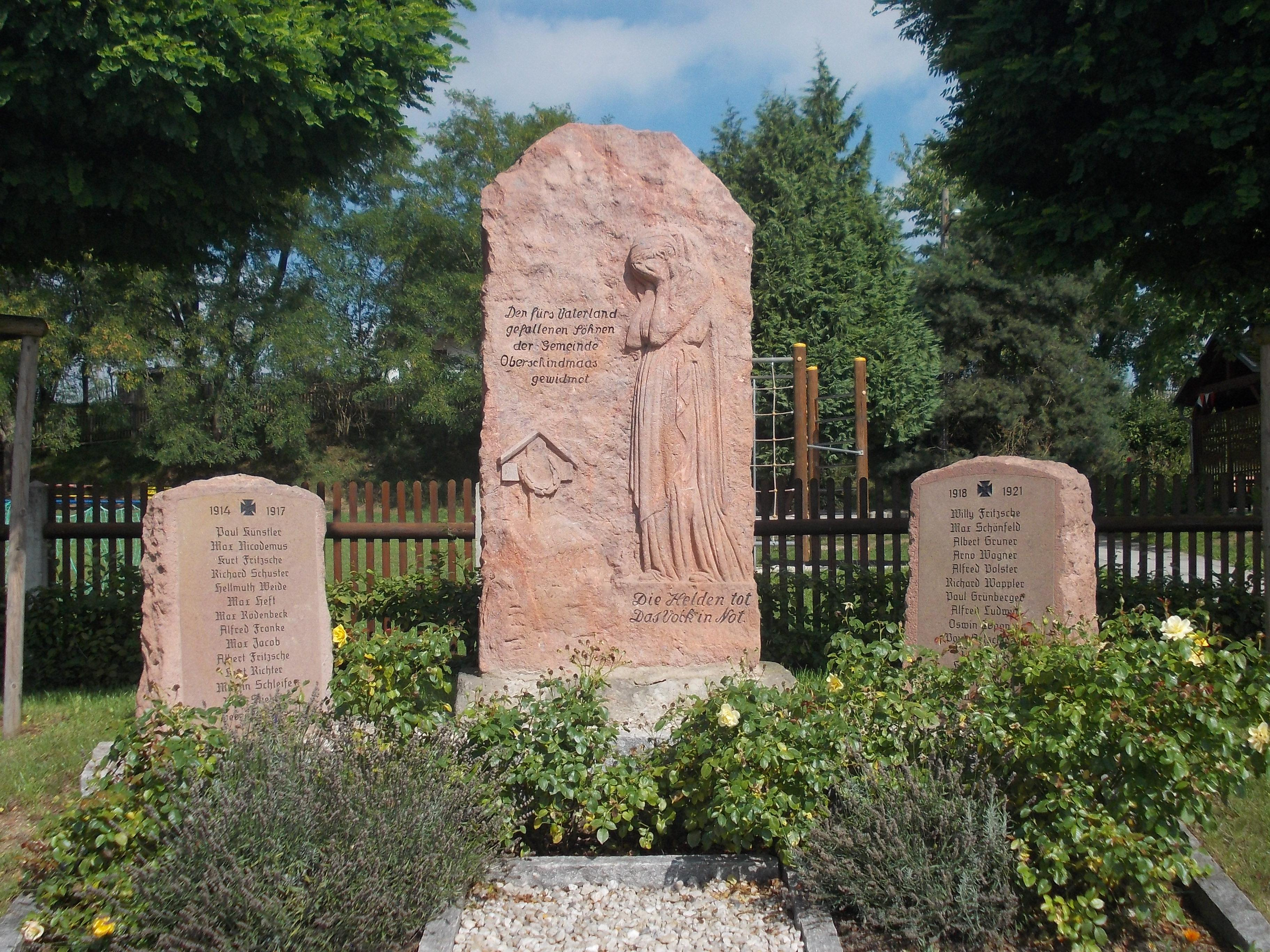
Oberschindmaas, Denkmal

Im Gegensatz zum Nachbarort Niederschindmaas, der bereits im Jahr 1237 erstmals als „Syndemannsdorff“ erwähnt wurde, erfolgte die urkundliche Ersterwähnung von Oberschindmaas im Jahr 1405 als „das obere Schindemans“. Um 1418 wird der Ort als „obir Schindemans“ benannt, im Gegensatz zu dem als „nidirn Schindemans“ genannten Nachbarort Niederschindmaas. Im 18. Jahrhundert ist die Schreibweise „Oberschindmaß“ belegt, jedoch war daneben auch die Schreibweise „Oberschimnitz“ gebräuchlich. Erst gegen Ende des 18. Jahrhunderts bzw. im 19. Jahrhundert kommt nur noch die heutige Bezeichnung „Oberschindmaas“ vor.
Bezüglich der politischen Verwaltung gehörte Oberschindmaas zu den Schönburgischen Herrschaften. Der Ort unterstand zunächst einem schönburgischen Vasallengericht, das mit dem kursächsischen Rittergut Mittelmosel im Amt Zwickau kombiniert war und unter dessen Grundherrschaft Oberschindmaas stand. Im 19. Jahrhundert unterstand Oberschindmaas der schönburgischen Herrschaft Glauchau, Amt Hinterglauchau. Nachdem auch auf dem Gebiet der Rezessherrschaften Schönburg im Jahr 1878 eine Verwaltungsreform durchgeführt wurde, kam Oberschindmaas im Jahr 1880 zur neu gegründeten Amtshauptmannschaft Glauchau. Im Jahr 1862 erhielt Oberschindmaas ein eigenes Schulgebäude, welches im Jahr 1900 durch einen Neubau ersetzt wurde.
Am 1. Juli 1950 erfolgte die Eingemeindung von Oberschindmaas in die Gemeinde Dennheritz. Durch die zweite Kreisreform in der DDR kam Oberschindmaas als Ortsteil der Gemeinde Dennheritz im Jahr 1952 zum Kreis Glauchau im Bezirk Chemnitz (1953 in Bezirk Karl-Marx-Stadt umbenannt), der ab 1990 als sächsischer Landkreis Glauchau fortgeführt wurde. Im Zuge der ersten sächsischen Kreisreform kam die Gemeinde Dennheritz mit ihren beiden Ortsteilen am 1. August 1994 jedoch nicht mit dem restlichen Landkreis Glauchau zum Landkreis Chemnitzer Land, sondern zum Landkreis Zwickauer Land, der im Jahr 2008 im Landkreis Zwickau aufging.
| Jahr          | 1599              | 1750                                      | 1834 | 1871 | 1890 | 1910 | 1925 | 1939 | 1946 |
| ------------- | ----------------- | ----------------------------------------- | ---- | ---- | ---- | ---- | ---- | ---- | ---- |
| Einwohnerzahl | 14 besessene Mann | 12 besessene Mann, 15 Gärtner, 11 Häusler | 262  | 541  | 589  | 554  | 582  | 678  | 821  |

1925 lebten im Ort 570 Lutheraner, drei Katholiken und neun andersgläubige.

## Verkehr
Östlich von Oberschindmaas verlaufen die Bundesstraße 175 und die Bahnstrecke Dresden–Werdau, im Süden des Orts führt die Bahnstrecke Glauchau-Schönbörnchen–Gößnitz vorbei.